# Popeye
Popeye el mariner és un personatge i una tira còmica creada per Elzie Crisler Segar. El personatge va aparèixer per primera vegada el 17 de gener de 1929 a la tira còmica diària de King Features, Thimble Theatre, apareguda més tard en dibuixos animats. La primera tira en va ser publicada el 19 de desembre del 1919. Poc després el mariner va esdevenir aviat el protagonista de la tira. Thimble Theatre va esdevenir una de les tires més populars de King Features durant els anys 30. Thimble Theatre va ser continuada després de la mort d'en Segar el 1938 per diversos escriptors i artistes, incloent-hi el seu ajudant Bud Sagendorf. La tira anomenada Popeye, continua publicant-se als diaris dominicials escrita i dibuixada per Hy Eisman.
El 1933, els Fleischer Studios de Max i Dave Fleischer varen adaptar els caràcters de Thimble Theatre a uns curts de dibuixos animats per a la Paramount Pictures. Aquests dibuixos varen estar entre els més populars dels estudis Fleischers i després dels Famous Studios, propietat de la Paramount que va continuar la producció a partir del 1957. Els dibuixos animats produïts durant la Segona Guerra Mundial incloïen propaganda aliada, com era habitual entre els dibuixos animats de l'època. Aquests curts de dibuixos animats són ara propietat de Turner Entertainment i distribuïts per la seva empresa germana Warner Bros.
Des de llavors, en Popeye ha aparegut en llibres recopilatoris de tires còmiques, dibuixos per a la televisió, una pel·lícula amb actors del 1980 (Popeye, dirigida per Robert Altman), vídeojocs, i centenars d'anuncis i productes.
Charles M. Schulz va dir: "Crec que Popeye era una tira còmica perfecta, consistent en dibuix i humor". L'any 2002, TV Guide va classificar Popeye en el lloc 20 de la seva llista "50 millors personatges de dibuixos animats de tots els temps".

## Argument
En la majoria de representacions (excepte durant els moments de la Segona Guerra Mundial), en Popeye és un mariner independent de mitjana edat, amb una manera vulgar i particular de parlar (que no s'ha vist reflectida en els doblatges fets en català), tatuatges en els braços, cabells curts rossos o pèl rojos, i una sempre present pipa que mai no treu fum. A excepció d'algunes representacions equivocades fetes al llarg dels anys, en Popeye es caracteritza per tenir només un ull blau, i ser borni del dret. Mai s'ha revelat específicament com ha perdut l'ull, i l'únic que explica el personatge és que va ser la batalla més grossa de la seva vida. Hi ha versions del personatge on en comptes de ser borni té l'ull mig tancat.
Les aventures còmiques, estranyes i sobrenaturals d'en Popeye el porten a voltar el món. Es troba en conflicte amb els enemics com la Bruixa Maregassa i en Brutus. La seva principal seu d'operacions és la ciutat fictícia de Sweet Haven (Dolç Paradís). El pare d'en Popeye és el degenerat Pappy, que no comparteix el sentit de la moral del seu fill, el qual va abandonar segons diverses fonts. L'estimada d'en Popeye (i en algunes fonts, muller) ha estat l'Olívia Oyl, tot i que tots dos personatges s'han barallat amb freqüència, sobretot en les primeres històries. En Popeye és el pare adoptiu d'en Tustorró, un infant abandonat al llindar de la seva porta.
En la versió en anglès –que no en les versions en català– el personatge és conegut per tenir una veu greu i una actitud poc respectuosa respecte a la gramàtica i la pronunciació de la llengua. Part dels problemes de parla que té es veurien justificats per tenir sempre una pipa a la boca.
Està caracteritzat per tenir una força sobrehumana, tot i que la natura de la seva força varia depenent del mitjà en què és representat. Originalment, en el Popeye de la tira còmica revela que havia obtingut la força d'amanyagar un Whiffle (ocell fantàstic que dona bona sort). Més tard va dir que era fort perquè menjava espinacs, com es fa als curts animats. Fins i tot en les seves condicions normals és representat considerablement fort, però si s'esgota o és derrotat menja espinacs que restauren i amplifiquen la seva força a un nivell encara més elevat. Amb la seva força habitual, en Popeye apareix capaç d'elevar 1800 quilos; mentre que en amplificar la seva força amb els espinacs pot elevar unes 36 tones.
Una altra diferència en la història d'en Popeye, depenent del mitjà, és el vincle familiar que té amb el Tustorró. Mentre que en el còmic és representat com el fill adoptiu d'en Popeye, en els dibuixos ha estat sovint presentat com un parent de l'Olívia Oyl. En els dibuixos també hi han aparegut personatges inexistents en el còmic, destacant els quatre nebots d'en Popeye, d'aspecte molt semblant a si mateix: Peepeye, Pupeye, Pipeye, i Poopeye.

## Les tires còmiques deThimble TheatreiPopeye
Thimble Theatre va ser creada per E.C. Segar, un artista sindicat al King Features Syndicate, sent la seva tercera tira còmica publicada. Va aparèixer per primer cop el 19 de desembre de 1919, en el New York Journal, un diari propietat de William Randolph Hearst, posseïdor del King Features, expandint-se més tard a més diaris. En els seus primers dies la tira tenia personatges actuant en escenes amb estil teatral, d'aquí el nom que rebé.
Els primers personatges del Thimble Theatre varen ser l'Olívia Oyl i el seu xicot, Harold Hamgravy. Després que la tira desplacés el seu focus, es va assentar en una comèdia d'estil aventurer en què els personatges principals seguien sent aquests dos i en Castor Oyl, germà de l'Olívia. Els pares de l'Olívia (en Cole i la Nana Oyl) també feien freqüents aparicions.
En Popeye va aparèixer per primer cop a la tira còmica del 17 de gener de 1929 com un personatge menor. Era contractat per en Castor Oyl i en Ham per tripular un vaixell cap a l'Illa Dice, la localització d'un casino del que volien fer saltar la banca aprofitant la sort que donaven els cabells del cap de la Bernice, un ocell de l'espècie inventada whiffle. Setmanes més tard, en el viatge de tornada, en Popeye rep una sèrie de trets per part d'un dolent, però en sobreviu picant el cap de la Bernice.
El personatge d'en Popeye va esdevenir tan popular que va caler donar-li un paper més important, i com a resultat, la tira es va expandir a un nombre creixent de diaris. Tot i que en un principi les tires només mostraven l'Olívia impressionada per en Popeye, al final va acabar per abandonar en Ham Gravy per esdevenir la xicota d'en Popeye. Al llarg dels anys, tanmateix, dona mostres d'una actitud voluble respecte al mariner. En Castor Oyl segueix apareixent amb plans per esdevenir ric amb rapidesa, i reclutant en Popeye per a les seves aventures.
El 1933, Popeye va trobar-se un nadó abandonat en el correu, que va adoptar i anomenar "Tustorró." Altres personatges regulars en la tira que varen aparèixer són J. Wellington Wimpy, un home amant de les hamburgueses que sempre intenta que altra gent li pagui el seu menjar; George W. Geezil, un sabater local que parla amb un accent molt marcat i que normalment prova d'assassinar o desitja matar en Wimpy; i Eugene the Jeep, un estrany animal inventat per l'autor que prové de l'Àfrica i que té poders màgics. També hi apareix la Bruixa Maregassa, que a més de ser un terrible pirata és l'última bruixa que queda a la Terra; i Alice la Goon, una criatura monstruosa que va entrar en la tira còmica com un esbirro de la Bruixa Maregassa i que va continuar com a mainadera d'en Tusturró.
La tira còmica d'en Segar era una mica diferent dels dibuixos que la van seguir. Les històries eren més complexes, amb diversos personatges que mai apareixien en els dibuixos animats, per exemple (King Blozo, per exemple). L'ús d'espinacs era rar i en Brutus només va fer una aparició. En Segar va signar algunes de les seves primeres tires còmiques d'en Popeye amb el dibuix d'una cigarreta perquè el seu nom era un homònim de cigarreta en anglès.
Thimble Theatre va esdevenir aviat una de les tires còmiques més populars de King Features, durant els anys 30, i no va canviar de nom a Popeye fins als anys 70, essent una de les tires còmiques de més llarga sindicació. En Segar va conduir la tira fins a la seva mort el 1938, punt en el qual va ser substituït per una sèrie d'artistes. En els anys 50, hi va haver una spinoff anomenada Popeye the Sailorman. Gràcies a la popularitat d'en Popeye la tira es va dir Thimble Theatre Starring Popeye durant els anys 60 i 70 fins que finalment va ser reanomenada simplement com a Popeye, el mateix nom que continua fent servir en l'actualitat.

### Tires complementàries
Thimble Theatre va tenir una sèrie de tires complementàries (toppers) a la pàgina del diumenge durant la seva execució; el topper principal, Sappo, va aparèixer durant 21 anys, des del 28 de febrer de 1926 fins al 18 de maig de 1947. (Sappo va ser un renaixement d'una tira diària anterior de Segar anomenada The Five-Fifteen, també conegut com Sappo the Commuter, que va durar des del 24 de desembre de 1920 fins al 17 de febrer de 1925. Durant set setmanes el 1936, Segar va substituir Sappo per Pete i Pansy - For Kids Only (27 de setembre - 8 de novembre de 1936).
També hi va haver una sèrie de toppers que anaven al costat de Sappo. Segar va dibuixar una d'elles, Popeye's Cartoon Club (8 d'abril de 1934 - 5 de maig de 1935). La resta van ser produïdes per Joe Musial i Bud Sagendorf: Wiggle Line Movie (11 de setembre - 13 de novembre de 1938), Wimpy's Zoo's Who (20 de novembre de 1938 - desembre). 1, 1940), Play-Store (8 de desembre de 1940 - 18 de juliol de 1943), Popeye's Army and Navy (25 de juliol - 12 de setembre de 1943), Pinup Jeep (setembre 19, 1943 - 2 d'abril de 1944) i Me Life by Popeye (9 d'abril de 1944-?).

### Artistes després d'en Segar
Després de la mort d'en Segar el 1938, diversos articles diferents han estat contractats per dibuixar la tira còmica. L'artista Tom Sims, el fill d'un capità de vaixell del riu Coosa, va continuar escrivint les tires Thimble Theatre i va establir l'spin-off Popeye the Sailorman. La seva feina va ser successivament continuada per Doc Winner i Bela Zaboly, després de la marxa d'en Sims. Més tard, se'n va encarregar Ralph Stein i va ser escrita per Bud Sagendorf el 1958.
En Sagendorf va escriure i dibuixar la tira diària fins al 1986, i va continuar dibuixant la tira dominical fins a la seva mort el 1994. Sagendorf, que havia estat l'ajudant d'en Segar, va fer un esforç definitiu per retenir el màxim de l'estil clàssic d'en Segar, tot i que el seu estil es pot identificar fàcilment. Sagendorf va continuar fent servir personatges obscurs de l'època Segar, especialment O.G. Wotasnozzle i el Rei Blozo. Però també en va crear de nous com el Thung. El que diferencià clarament en Sagendorf d'en Segar va ser el seu sentit del ritme, molt més calmat en la successió de trames.
Del 1986 al 1992, la tira còmica va ser escrita i dibuixada per en Bobby London, que després d'algunes controvèrsies, va ser acomiadat per una història que podria haver estat presa com una sàtira de l'avortament. Les seves tires còmiques es varen ambientar en situacions contemporànies de l'època, però conservant l'esperit de l'original del Segar. L'edició dominical de la tira còmica és actualment dibuixada per Hy Eisman des del 1994. Des que es va acomiadar en London que la tira diària són reposicions de les que va fer en Sagendorf.

## Curtmetratges
El novembre del 1932, King Features va signar un acord amb Fleischer Studios, dut a terme per Max Fleischer i el seu germà, el director Dave Fleischer, per produir curtmetratges amb els personatges de Thimble Theatre. El primer es va projectar el 1933, i esdevindria un dels elements bàsics de la Paramount Pictures, durant més de 20 anys.
Les línies argumentals en els dibuixos animats, tendeixen a ser més simples que les de les tires còmiques i els caràcters lleugerament diferents. Un dolent, generalment en Brutus, fa per aconseguir emparellar-se amb l'Olívia Oyl. Llavors estomaca en Popeye, fins que aquest pren espinacs, i aconsegueix una força sobrehumana amb la que aconsegueix guanyar.
Els curts animats d'en Popeye varen ser les primeres històries a suggerir que l'enorme força d'en Popeye prové d'una llauna d'espinacs; en les tires de Thimble Theatre, en Popeye surt com a algú a qui no li agraden els espinacs, un tema després repetit per la pel·lícula d'en Popeye de Robert Altman. En el curt Greek Mirthology de 1954 representa el consum d'espinacs en la família del Popeye. L'avantpassat grec d'en Popeye, l'Hèrcules, originalment ensumava alls per obtenir els poders sobrenaturals. Quan en Brutus extreu l'aroma de l'all, l'Hèrcules acaba rebent en un camp d'espinacs, i menjant-ne una fulla troba que li dona més força que l'all.
Diversos dels personatges del Thimble Theatre, incloent-hi en Wimpy, en Pappy, i Eugene el Jeep, varen fer diverses aparicions en els dibuixos de Paramount, tot i que les aparences de la família de l'Olívia Oyl com en Ham varen estar notablement absent. En Popeye va tenir familiars creats específicament per als curts, destacant els seus nebots de semblant aspecte: Pipeye, Pupeye, Poopeye i Peepeye.

### Fleischer Studios
En Popeye va fer el seu debut cinematogràfic amb Popeye the Sailor, de 1933, un curt de la Betty Boop en el que aquesta només fa una breu aparença repetint el hula de Betty Boop's Bamboo Isle. Va ser per a això que es va escriure la famosa cançó "I'm Popeye the Sailor Man". El curt I Yam What I Yam va esdevenir la primera entrada regular de la sèrie de Popeye the Sailor.
El compositor del tema principal "I'm Popeye the Sailor Man", Sammy Lerner, la va compondre per al primer curt de Popeye, esdevenint des de llavors per sempre associat amb el mariner. S'ha pogut comprovar que al peça està inspirada en les dues primeres línies de "Pirate King", peça que apareixia a l'opereta The Pirates of Penzance de Gilbert i Sullivan: "For I am a Pirate King! (Hoorah for the Pirate King!)" la melodia entre aquestes dues línies és identica a la del "Popeye" excepte per a la nota alta del primer "King."
Per als primers pocs curts, varen consistir en un versió instrumental de "The Sailor's Hornpipe," seguit d'una variació vocal de "Strike Up the Band (Here Comes a Sailor)," substituint les paraules per "for Popeye the Sailor" a l'última frase. Com que degut al codi Hays, la Betty Boop va anar disminuint en qualitat, Popeye va esdevenir l'estrella de l'estudi cap al 1936.
El personatge d'en Popeye va rebre originalment la veu de William Costello, també conegut com a "Red Pepper Sam." Quan el comportament d'en Costello's va esdevenir un problema, va ser substituït per l'animador Jack Mercer, a partir de King of the Mardi Gras el 1935. Tots dos actors posaven una veu greu semblant per al Popeye. L'Olívia Oyl va rebre la veu de diverses actrius, la més destacada de les quals va ser Mae Questel, que era qui també posava la veu a la Betty Boop. Questel va doblar aquest personatge completament fins al 1938. Gus Wickie va posar la veu a en Brutus durant els cinc primers anys fins a la seva mort el 1938, essent la seva última feina a Big Chief Ugh-A-Mug-Ugh.
Degut als curts, en Popeye va esdevenir més conegut de com ho havia estat en els còmics. Enquestes de mitjans dels anys 30 varen nostraven a Popeye més popular que en Mickey Mouse. Per això, la Paramount va patrocinar el "Popeye Club" com a part de la programació de matinada del dissabte, en competència directa al Mickey Mouse Clubs. Els dibuixos animats del Popeye, incloent-hi l'especial Let's Sing With Popeye, eren una part regular d'aquestes trobades de cap de setmana. Per 10 cèntims de quota d'afiliació, cada membre rebia un membranòfon, una targeta de soci, la possibilitat de ser escollit per al club d'en Popeye o de l'Olívia Oyl," i la possibilitat de guanyar d'altres regals.

### Popeye Color Features
Fleischer Studios va produir 108 curts de Popeye, 105 dels quals varen ser en blanc i negre. Els altres tres varen ser dues adaptacions a Technicolor del doble de llarg del que és habitual, d'històries de les mil i una nits que es van etiquetar com a "Popeye Color Features": Popeye the Sailor Meets Sindbad the Sailor (1936), Popeye the Sailor Meets Ali Baba's Forty Thieves (1937) i Aladdin and His Wonderful Lamp (1939).

## Personatges deThimble Theatre/Popeye

### Personatges originats a les tires còmiques
- Olívia Oyl (olive oyl, que vol dir oli d'oliva)
- Castor Oyl (germà de l'Olive Oyl, el seu nom vol dir oli de ricí)
- Cole Oyl (pare de l'Olive Oyl)
- Nana Oyl (mare de l'Olive Oyl)
- Ham Gravy (nom sencer Harold Hamgravy, xicot original de l'Olive Oyl)
- Popeye el Mariner
- La Bruixa Maregassa (Sea Hag en anglès)
- Els voltors de la Bruixa Marina, específicament Bernard
- J. Wellington Wimpy
- George W. Geezil (el sabater local que odia en Wimpy)
- Rough House (el cuiner del restaurant local, The Rough House)
- Pesolet[14] o Tusturró,[15] depenent de l'adaptació (fill adoptiu d'en Popeye en els còmics, el cosí de l'Olívia en les animacions, Swee'Pea en anglès)
- Rei Blozo
- Toar
- Brutus (en algunes versions de l'anglès Bluto)
- Goons, específicament Alice la Goon
- Pop de Mar (el perdut pare de 99 anys d'en Popeye; també un mariner, en anglès Poppdeck Pappy)
- Eugene el Jeep
- Bill Barnacle (un mariner)
- Oscar
- Dufus (el fill d'un amic de la família)
- Granny (àvia d'en Popeye i mare d'en Pappy)
- Bernice (L'ocell "Whiffle")
- O. G. Watasnozzle

### Personatges originats en les animacions
- Pipeye, Pupeye, Poopeye, Peepeye (nebots idèntics d'en Popeye)
- Diesel Oyl (neboda idèntica de l'Olívia, una nena presumida que apareix en tres curts del dels anys 60 de King Features Syndicate)
- Popeye, Jr. (fill d'en Popeye i l'Olive Oyl, exclusiu de la sèrie Popeye and Son)

## Filmografia
La filmografia de Popeye inclou més de 200 curtmetratges, 4 sèries de televisió i 1 pel·lícula, a més de diversos especials.

### Curtmetratges creats per Fleicher Studios
Fleischer Studios va crear 108 curtmetratges de Popeye, que varen ser produïts per Max Fleicher i dirigits per Dave Fleischer. Tots varen ser produïts en blanc i negre, amb l'excepció de Popeye the Sailor Meets Sindbad the Sailor, Popeye the Sailor Meets Ali Baba's Forty Thieves i Aladdin and His Wonderful Lamp. El 1942 la sèrie va començar a ser produïda per Famous Studios.
1933
- Popeye the Sailor (dibuix animat de Betty Boop)
- I Yam What I Yam
- Blow Me Down
- I Eats My Spinach
- Seasin's Greetinks!
- Wild Elephinks

1934
- Sock-a-bye Baby
- Let's You and Him Fight
- The Man on the Flying Trapeze
- Can You Take it
- Shoein' Hosses
- Strong to the Finich
- Shiver Me Timbers
- Axe Me Another
- A Dream Walking
- The Two-Alarm Fire
- The Dance Contest
- We Aim to Please

1935
- Beware of Barnacle Bill
- Be Kind to "Animals"
- Pleased to Meet Cha!
- The Hyp-Nut-tist
- Choose Your Weppins
- For Better or Worser
- Dizzy Divers
- You Gotta Be a Football Hero
- King of the Mardi Gras
- Adventures of Popeye
- The Spinach Overture

1936
- Vim, Vigor and Vitaliky
- A Clean Shaven Man
- Brotherly Love
- I-ski Love-ski You-ski
- Bridge Ahoy
- What, no Spinach?
- I Wanna Be a Lifeguard
- Let's Get Movin'
- Never Kick a Woman
- Li'l Swee' Pea
- Hold the Wire
- The Spinach Roadster
- Popeye the Sailor Meets Sindbad the Sailor (Technicolor)
- I'm in the Army Now

1937
- The Paneless Window Washer
- The Organ Grinder's Swing
- My Artistic Temperature
- Hospitaliky
- The Twisker Pitcher
- Morning, Noon and Night Club
- Lost and Foundry
- I Never Changes my Attitude
- I Likes Babies and Infinks
- The Football Toucher Downer
- Proteck the Weakerist
- Popeye Meets Ali Baba's Forty Thieves (Technicolor)
- Fowl Play

1938
- Let's Celebrake
- Learn Polikeness
- The House Builder Upper
- Big Chief Ugh Amugh Ugh
- I Yam Love Sick
- Pumbing is a "Pipe"
- Jeep, The
- Bulldozing the Bull
- Mutiny Ain't Nice
- Goonland
- A Date to Skate
- Cops is Always Right

1939
- Customers Wanted
- Aladdin and His Wonderful Lamp (Technicolor)
- Leave Well Enough Alone
- Wotta Nightmare
- Ghosks is the Bunk
- It's a Natural Thing to Do
- Never Sock a Baby

1940
- Shakespearian Spinach
- Females is Fickle
- Stealing Ain't Honest
- Me Feelin's is Hurt
- Onion Pacific
- Wimmin is a Myskery
- Nurse Mates
- Fightin' Pals
- Doing Impossikible Stunts
- Wimmin Hadn't Oughta Drive
- Puttin' on the Act
- Popeye Meets William Tell
- My Pop, My Pop
- Poopdeck Pappy
- Eugene the Jeep

1941
- Problem Pappy
- Quiet! Pleeze
- Olive's Sweepstakes Ticket
- Flies Ain't Human
- Popeye Meets Rip Van Winkle
- Olive's Boithday Presink
- Child Psykolojiky
- Pest Pilot
- I'll Never Crow Again
- The Mighty Navy
- Nix on Hypnotricks

1942
- Kickin' the Conga Round
- Blunder Below
- Fleets of Stren'th
- Pip-Eye, Pup-Eye, Fuck-Eye, Poop-Eye an' Peep-Eye
- Olive Oyl and Water Don't Mix
- Many Tanks
- Baby Wants a Bottleship

### Curtometratges creats per Famous Studios
Famous Studios va crear 126 curtometratges del personatge, que varen ser produïts per Paramount Pictures.
| 1942 - You're A Sap, Mr. Jap - Alona On The Sarong Seas - A Hull Of A Mess - Scrap The Japs - Me Musical Nephews 1943 - Spinach Fer Britain - Seein' Red, White 'N' Blue - Too Weak To Work - A Jolly Good Furlough - Ration Fer The Duration - The Hungry Goat - Happy Birthdaze - Wood-Peckin' - Cartoons Ain't Human - Her Honor The Mare - The Marry-Go-Round 1944 - We're on Our Way To Rio - The Anvil Chorus Girl (remake de Shoein' Hosses) - Spinach Packin' Popeye (compilació) - Puppet Love - Pitchin' Woo at the Zoo - Moving Aweigh - She-Sick Sailors 1945 - Pop-Pie a La Mode - Tops in the Big Top - Shape Ahoy - For Better Or Nurse (remake de Hospiktaliky) - Mess Production 1946 - House Tricks? (remake de House Builder Uppers) - Service With a Guile - Klondike Casanova | - Peep in the Deep (remake de Dizzy Divers) - Rocket to Mars (Cinecolor) - Rodeo Romeo (Cinecolor) - The Fistic Mystic - The Island Fling 1947 - Abusement Park (Cinecolor) - I'll Be Skiing Ya - The Royal Four-Flusher - Popeye and the Pirates - Wotta Knight - Safari So Good - All's Fair At The Fair (Cinecolor) 1948 - Olive Oyl For President (Cinecolor) - Wigwam Whoopee (Polacolor) - Pre-Hysterical Man (Polacolor) - Popeye Meets Hercules (Polacolor) - A Wolf in Sheik's Clothing (Polacolor) - Spinach vs Hamburgers (compilación) - Snow Place Like Home (Polacolor) - Robin Hood-Winked (Polacolor) - Symphony in Spinach (Polacolor) 1949 - Popeye's Premiere - Lumberjack and Jill (Polacolor) - Hot Air Aces (Polacolor) - A Balmy Swami - Tar With A Star - Silly Hillbilly - Barking Dogs Don't Fite - The Fly's Last Flight | 1950 - How Green Is My Spinach - Gym Jam (remake de Vim, Vigor, and Vitaliky) - Beach Peach - Jitterbug Jive - Popeye Makes a Movie - Baby Wants Spinach - Quick on the Vigor - Riot in Rhythm (remake de Me Musical Nephews) - Farmer and the Belle 1951 - Vacation with Play - Thrill of Fair (remake de Popeye the Sailor with Li'l Swee'Pea) - Alpine For You (remake de I-Ski Love-Ski You-Ski) - Double-Cross-Country Race - Pilgrim Popeye - Let's Stalk Spinach - Punch And Judo 1952 - Popeye's Pappy - Lunch with a Punch - Swimmer Take All - Friend or Phony - Tots of Fun - Popalong Popeye - Shuteye Popeye - Big Bad Sindbad 1953 - Ancient Fistory - Child Sockology - Popeye's Mirthday - Toreadorable - Baby Wants a Battle - Firemen's Brawl - Popeye, The Ace of Space (en 3-D) | - Shaving Muggs (remake de A Clean Shaven Man) 1954 - Floor Flusher - Popeye's 20th Anniversary (compilació) - Taxi-Turvy - Bride And Gloom - Greek Mirthology - Fright To The Finish - Private Eye Popeye - Gopher Spinach 1955 - Cookin' With Gags - Nurse To Meet Ya - Penny Antics (remake de Customers Wanted, compilació) - Beaus Will Be Beaus - Gift Of Gag - Car-azy Drivers - Mister and Mistletoe - Cops is Tops - A Job for a Gob 1956 - Hill-billing and Cooing - Popeye For President - Out to Punch - Assault And Flattery - Insect to Injury - Parlez Vous Woo - I Don't Scare - A Haul in One (remake de Let's Get Movin') 1957 - Nearlyweds - The Crystal Brawl (compilació) - Patriotic Popeye - Spree Lunch - Spooky Swabs |

### Sèries de televisió
- Popeye (1960 – 1962; produït per Jack Kinney Productions, Rembrandt Films, TV Ads, i Paramount Cartoon Studios per a King Features)
- The All-New Popeye Hour (1978 – 1981, CBS; produït per Hanna-Barbera Productions)
- The Popeye and Olive Show (1981 – 1983), CBS; produït per Hanna-Barbera Productions)
- Popeye and Son (1987 – 1988, CBS; produït per Hanna-Barbera Productions)

### Pel·lícules i especials de tv
- The Popeye Valentine's Day Special - Sweethearts at Sea (1979, produït per Hanna-Barbera Productions)
- Popeye (1980 pel·lícula, produïda per Paramount Pictures i Walt Disney Pictures, dirigida per Robert Altman)
- El viatge de Popeye (Popeye's Voyage: The Quest for Pappy) (2004, produït per Mainframe Entertainment per a Lions Gate Entertainment)